# Кремно (права притока Ужа)
Кремно — річка в Україні, у Коростенському районі Житомирської області, права притока річки Ужа (басейн Прип'яті).

## Опис
Довжина річки 10 км. Формується з великої водойми. Площа басейну 26,7 км².

## Розташування
Кремно бере початок на південному заході від села Соболівка. Тече на північний захід у межах сіл Домолоч, Ходачки та Іскорость. На околиці Коростеня впадає в річку Уж, притоку Прип'яті.